# Cộng hòa Xã hội chủ nghĩa Xô viết tự trị Tajikistan
Cộng hòa Xã hội chủ nghĩa Xô viết Tự trị Tajikistan (tiếng Nga:Таджикская Автономная Социалистическая Советская Республика) là một nước cộng hòa tự trị thuộc Cộng hòa Xã hội chủ nghĩa Xô viết Uzbekistan thuộc Liên Xô. Được thành lập tháng 10 năm 1924 bởi một loạt các hành động pháp lý phân chia các quốc gia trong ba khu vực Trung Á là Turkestan, Cộng hòa Xô viết Nhân dân Bukhara và Cộng hòa Xô viết Nhân dân Khorezm thành năm đơn vị hành chính mới dựa trên các nguyên tắc dân tộc gồm Uzbekistan Xô viết, Turkmenia Xô viết, Tajikistan tự trị Xô viết, Khu tự trị Kara–Kirghiz (với tư cách là một tỉnh của Nga Xô viết) và Khu tự trị Karakalpak  (với tư cách là một tỉnh của Kazakhstan tự trị Xô viết).
Thủ đô của Tajik ASSR là Dyushambe (Dushanbe ngày nay). Tháng 10 năm 1929, theo sáng kiến của Shirinsho Shotemur, Tajik ASSR được chuyển thành Cộng hòa Xã hội chủ nghĩa Xô viết và chính thức trở thành Cộng hòa Xã hội chủ nghĩa Xô viết Tajikistan, sáp nhập thêm khu vực Khujand (tỉnh Sughd ngày nay ở phía bắc Tajikistan) từ Uzbekistan Xô viết. Thủ đô Dyushambe được đổi thành Stalinabad để vinh danh Joseph Stalin.

## Lịch sử
Giống như các nước Cộng hòa Xô viết khác, quá trình công nghiệp hóa và tập thể hóa bắt đầu năm 1927 và tiếp tục cho đến những năm 1930. Khủng bố thường được sử dụng để ép những người nông dân vào chế độ tập thể hóa cưỡng bức, và điều này dẫn đến cuộc chiến chống chính quyền trong những năm 1930 đến 1936. Các cuộc thanh trừng của Stalin đã tấn công nhiều đảng viên Đảng Cộng sản Tajikistan, dẫn đến việc loại bỏ khoảng 10.000 người (70% đảng viên). Người dân Tajikistan cũng bị ảnh hưởng bởi việc buộc phải di dời, trong những năm 1950–1960 nhiều cư dân sinh sống ở các vùng núi bị trục xuất đến các trung tâm đô thị là nguồn lao động cần thiết. Trong năm 1951–1952, 3.000 người Basmachis bị trục xuất đến Siberia.